# Clitaetra
Clitaetra es un género de arañas araneomorfas de la familia Nephilidae. Se encuentra en África subsahariana y en Sri Lanka.

## Lista de especies
Según The World Spider Catalog 12.0:
- Clitaetra clathrata Simon, 1907 — Oeste de África
- Clitaetra episinoides Simon, 1889 — Comoro Islands
- Clitaetra irenae Kuntner, 2006 — Sudáfrica
- Clitaetra perroti Simon, 1894 — Madagascar
- Clitaetra simoni Benoit, 1962 — Congo
- Clitaetra thisbe Simon, 1903 — Sri Lanka